# Yellow Magic Orchestra
Yellow Magic Orchestra – japoński zespół muzyczny grający muzykę elektroniczną, założony w 1978 roku. Zespół tworzyli Haruomi Hosono, Yukihiro Takahashi oraz Ryūichi Sakamoto.

## Dyskografia

### Albumy
- Yellow Magic Orchestra, 1978
- Solid State Survivor, 1979
- Multiplies (minialbum) 1980
- BGM, 1981
- Technodelic, 1981
- Naughty Boys, 1983
- Naughty Boys Instrumental, 1983
- Service, 1983
- Technodon, 1993